# Fopius ottotomoanus
Fopius ottotomoanus är en stekelart som först beskrevs av David Timmins Fullaway 1957. 
Fopius ottotomoanus ingår i släktet Fopius och familjen bracksteklar. Inga underarter finns listade i Catalogue of Life.